# Neoporus baelus
Neoporus baelus är en skalbaggsart som först beskrevs av Young 1984.  Neoporus baelus ingår i släktet Neoporus och familjen dykare. Inga underarter finns listade i Catalogue of Life.